# Modibo Keïta (1942-2021)
Modibo Keïta (Koulikoro, 31 luglio 1942 – Bamako, 2 gennaio 2021) è stato un politico maliano.

## Carriera
Per due volte è stato primo ministro del Mali: dal marzo al giugno 2002 e dal gennaio 2015 all'aprile 2017.
La sua carriera governativa comincia nel 1982, quando ricopre la carica di ministro del Lavoro e della Funzione pubblica; dal 1986 al 1989 è ministro degli Affari esteri e della Cooperazione internazionale.